# Чайка степова
Чайка степовá  (Vanellus gregarius) — вид птахів родини сивкові (Charadriidae). Розміром з чайку звичайну, але стрункіша. Здалеку здається більш-менш сірою, але тім'я і черево чорні.

## Поширення
Вид поширений у степовій зоні Північно-Західної Азії. Трапляється у дельті Волги, на півночі Казахстану, на Південному Уралу, у Західному Сибіру. Залітні особини спостерігаються у країнах Середньої та Південно-Західної Азії. Зимує в Індії, Ізраїлі, Сирії, Еритреї та Судані.
На території України чайка степова гніздилася у середині XIX ст. на Донеччині та Полтавщині, а до середини XX ст. траплялась на перельотах в південних регіонах.

## Опис
У дорослої птиці в шлюбному оперенні спинна сторона тіла й груди світло буро-сірі, верх голови, вуздечка і смуга за оком чорні. Лоб і смуга над оком (і трохи далі його) білі, або вершкові; низ голови і щоки білі з бурувато-охристим нальотом, більш різко вираженим на щоках, боках голови і задній частині горла. Передня частина черева чорна (у самки може бути домішка білого пір'я), задня — руда, підхвістя біле. Першорядні махові пера чорні (внутрішні з них можуть мати білі кінцеві облямівки), другорядні білі. Нижні покривні крила і пахвові білі. Верхні, що криють хвіст білі, кермові та дві крайніх пари кермових білі, інші кермово-білі з широкою чорною верхньою смугою. Дзьоб і ноги чорні, райдужна оболонка темно-коричнева. Взимку птах виглядає значно тьмяніше, тім'я буре, черево брудно-біле.
У молодої птиці пір'я спинної сторони тіла, включаючи і тім'я, бурі з блідо-охристими облямівками. Боки шиї і область зоба тьмяно буруваті або білуваті з темними плямами. В іншому подібна за забарвленням до дорослої птиці.
У пухового пташеняти спинна сторона тіла жовто-бура або вершкова, з чорними плямами. Лоб, шия і кінчики крил, так само як і черевна сторона тіла, однобарвно вершково-білі без плям.

## Спосіб життя
На початку XIX століття перелітні зграї степових чайок траплялись в степах Криму і біля Одеси з березня до травня. В місця гніздування ці птахи прилітають в залежності від географічного положення району і ходу весни з середини березня до середини травня. Летять вдень невеликими зграями. В кінці липня степові чайки об'єднуються в зграї і кочують по степах. Осінній відліт починається зазвичай на початку серпня, а останні птахи зникають на півночі вже у вересні, на півдні — у жовтні і листопаді. Чайка степова живиться майже виключно комахами, тільки зрідка рослинною їжею, зокрема квітами. Весною вона найчастіше полює на жуків — чорнотілок і довгоносиків, з середини літа — на сарануватих, а восени живиться різними жуками і гусінню совок.

## Розмноження
Гніздяться в сухих степах з негустою рослинністю, охоче там, де є солонцюваті лисини. Цілини з густими заростями тирси ці птахи не заселяють. Відразу після прильоту кречітки розбиваються на пари. У самців спостерігається своєрідний токовий політ, нерідко вони б'ються між собою. Під кущиком трави самиця риє неглибоку ямку, яку іноді вистелює стеблинами торішньої трави. Повні кладки з чотирьох (рідко п'яти) яєць бувають в кінці травня і в першій половині червня. Насиджування триває від двох з половиною до трьох тижнів; насиджує самиця. Пуховики вилуплюються в другій половині червня, пташенята починають літати на початку липня.

## Охорона
Чайка степова занесена до Червоного списку МСОП (статус — на межі зникнення), Червоних книг Росії та Казахстану. Існує небезпека повного вимирання виду. Основні причини зниження чисельності — розорювання цілинних степів, загибель кладок при сільськогосподарських роботах, затоптування кладок і пташенят худобою, знищення їх пастушими і бродячими собаками.